# Tandlianwala
Tandlianwala (urdu: تاندلیانوالہ‬) – miasto w Pakistanie, w prowincji Pendżab. W 2017 roku liczyło 47 576 mieszkańców.